# Euskelia
Euskelia is een clade van uitgestorven temnospondyle Batrachomorpha (basale 'amfibieën'), waaronder talrijke uitgestorven vormen en (waarschijnlijk) ook de huidige amfibieën (Lissamphibia). Ze verschenen in het Boven-Carboon (ongeveer 320 miljoen jaar geleden).

## Beschrijving
Deze groep omvatte talrijke amfibieën die typisch zijn voor het Boven-Paleozoïcum (Carboon en Perm), waarvan sommige groot waren (tot 2,5 meter lang). Gewoonlijk hebben leden die tot de Euskelia behoren brede en grote schedels, meestal in de vorm van een U in bovenaanzicht. De onderkaak is driehoekig van opzij gezien en de tanden zijn labyrinthodontaal, puntig en langwerpig. Er zijn enkele hulptanden op de botten van het verhemelte (ectopterygoïde, verhemeltebeen, ploegschaarbeen) en de neusgaten bevinden zich vooraan op de snuit. De verticale diepte van de schedel neemt toe in het achterste gebied, met een opwaartse kromming. De dermale botten zijn ingedeukt en het intertemporale bot is afwezig. Het parasphenoïde is stevig bevestigd (vergroeid) aan de pterygoide, zonder mobiele verbinding tussen de schedel en pterygoïde. Er is in wezen geen beweegbare nek en de ruggenwervels hebben een matig hoge en dikke wervelboog. Zowel het pleurocentrum als het intercentrum zijn klein, terwijl de ribben breed zijn (vooral in grote vormen zoals Eryops). Aan de achterkant worden de ribben korter en zijn ze mogelijk afwezig ter hoogte van het heiligbeen. De staart is niet langer dan de reeks van de rug, althans wat het aantal wervels betreft. De schoudergordel zit niet vast aan de schedel, het schouderblad is massief en het darmbeen vreemd hoog. Opperarmbeen en dijbeen zijn kort en massief; spaakbeen en ellepijp (alsmede het scheenbeen en kuitbeen) zijn kort en goed van elkaar gescheiden. Er zijn drie carpale botten in de pols, vijf of vier vingers en vijf tenen in de voet. Sommige vormen (bijvoorbeeld Branchiosaurus) zijn neotenisch, met uitwendige kieuwen.

## Classificatie
De term Euskelia werd gebruikt door Yates en Warren (2000) als onderdeel van een herclassificatie van de temnospondyle amfibieën. De Euskelia werden tegenover de  Limnarchia (of Stereospondylomorpha) gesteld, waaronder een andere groep temnospondyle amfibieën vallen die nauwer aangepast is aan het aquatisch milieu.
De Euskelia omvatten twee hoofdgroepen, de Eryopoidea en de Dissorophoidea. De eerste waren over het algemeen grote vormen met verschillende semi-aquatische of terrestrische levenswijzen (bijvoorbeeld Glaukerpeton en de eerder genoemde Eryops), de laatste waren meer gediversifieerd en omvatten tal van families (waaronder de Dissorophidae, Trematopidae, Amphibamidae en Micropholidae) met verschillende specialisaties. Talloze meer recente onderzoeken geven aan dat de huidige amfibieën (Lissamphibia) zouden afstammen van dissorofoïden en, in ieder opzicht, tot deze groep zouden behoren (Anderson, 2008; Schoch, 2012; Perez-Ben et al., 2018; Schoch, 2018).
- Euskelia
  - Eryopoidea
    - Eryopidae
    - Parioxeidae
    - Zatracheidae ?

  - Dissorophoidea
    - Micromelerpetontidae
    - Xerodromes
      - Olsoniformes
        - Dissorophidae
        - Trematopidae

      - Amphibamiformes
        - Amphibamidae
        - Branchiosauridae
        - Micropholidae
        - Gerobatrachus
        - Lissamphibia